# 庆克
庆克（？—前574年），中国春秋時期齐国政治人物，公子无亏之子，齊桓公之孫，名克，字庆父，后人称庆氏。
慶克穿着妇人的衣服坐着辇车进入宫中，和齐灵公的母亲声孟子私通，被鲍牵看见，鲍告诉了国佐（国武子），国佐责备了庆克。庆克在家中久不出，告诉声孟子被国佐责备一事。
齐灵公会盟时，声孟子说留守临淄的高无咎、鲍牵不接纳归国的国君，要另立公子角。齐灵公砍掉鲍牵的双脚、驱逐高无咎。高弱在卢城造反，齐灵公派庆克、崔杼去平叛。国佐从郑国回来，到卢城前线，杀死庆克，高弱随后投降。